# دابني دوس سانتوس
دابني دوس سانتوس سوزا (بالبرتغالية: Dabney dos Santos Souza) (مواليد 31 يوليو 1996) هو لاعب كرة قدم هولندي يجيد اللعب في مركز خط الوسط الهجومي ويلعب أيضًا كجناح هجومي أيسر وجناح هجومي أيمن , ويلعب حاليًا لنادي آي زد ألكمار الهولندي.

## روابط خارجية
- دابني دوس سانتوس على موقع قاعدة بيانات كرة القدم.إي يو (الإنجليزية)
- دابني دوس سانتوس على موقع Soccerway.com (الإنجليزية)
- دابني دوس سانتوس على موقع عالم كرة القدم.نت (الإنجليزية)
- دابني دوس سانتوس على موقع AS.com (الإسبانية)